# Mistelbach (Németország)
Mistelbach település Németországban, azon belül Bajorországban. Lakosainak száma 1518 fő (2023. december 31.).

## Népesség
A település népessége az elmúlt években az alábbi módon változott:
| Lakosok száma | 570  | 1415 | 1454 | 1502 | 1578 | 1584 | 1596 | 1593 | 1539 | 1518 |
|               | 1875 | 1950 | 1975 | 1987 | 2012 | 2014 | 2016 | 2017 | 2021 | 2023 |

## Fekvése
Bayreuthtől nyugatra fekvő település.

## Közigazgatás
A település 6 része: Finkenmühle, Mistelbach, Poppenmühle, Schnörleinsmühle, Sonnenleithen, Zeckenmühle